# Jack Wagner
Peter John  Wagner II (Washington, Misuri; 3 de octubre de 1959) es un actor y cantante estadounidense,  conocido por sus papeles en las telenovelas General Hospital, Santa Barbara, The Bold and the Beautiful, Melrose Place y Cuando llama el corazón.

## Primeros años
Wagner nació en Washington, Misuri. Criado como católico, asistió a la escuela parroquial de St. Gertrudis y a la Escuela Secundaria Regional St. Francis Borgia en su ciudad natal, donde jugó al fútbol y al baloncesto. Asistió a la Universidad de Misuri por un año, luego a la universidad júnior antes de matricularse en la Universidad de Arizona, donde probó para el equipo de golf y departamento de teatro. El departamento de teatro le ofreció una beca completa.

## Carrera de actuación
Wagner apareció por primera vez en la escena en 1982 en el papel de Clint Masterson, en la novela de cable de Douglas Marland, A New Day In Eden (coproducida por Susan Flannery, quien más tarde sería coestrella de Wagner en The Bold and the Beautiful).
Su papel más famoso ha sido Frisco Jones en la soap opera General Hospital (1983–1987, 1989–1991, 1994–95, 2013). Él fue la mitad de una superpareja con Felicia, interpretada por Kristina Wagner, e interpretó el padre de Georgie y Maxie Jones.
También jugó a Warren Lockridge en Santa Barbara desde 1991 hasta la conclusión de esa serie en 1993.
Apareció en varias películas para televisión, incluyendo Moving Target con Jason Bateman, Lady Killer con Judith Light, Frequent Flyer con Joan Severance, Nicole Eggert y Shelley Hack, y Dirty Little Secret junto a Tracey Gold.
Apareció durante muchos años en la soap opera Melrose Place de Fox, de Aaron Spelling, como el Dr. Peter Burns que se ocupa alternativamente del cuidado y la complicidad (1994-99); dirigió episodios también. Su personaje y Amanda, interpretada por Heather Locklear, fueron presentados juntos en una playa en la escena final del final de la serie, habiendo falsificado sus propias muertes.
Apareció en otro proyecto de Aaron Spelling, la serie de televisión de NBC, Titans con Yasmine Bleeth en 2000, y en [Sunset Beach de Spelling en 1997.
Desde 2003-2012, interpretó a Nick Marone en la telenovela de la CBS, The Bold and the Beautiful.
En 1985, Wagner fue nominado para un Premio Daytime Emmy por «Mejor Actor Joven» por su trabajo en General Hospital. Fue nominado de nuevo en 2005 por «Mejor actor principal» por The Bold and the Beautiful.
Wagner también ha participado como estrella invitada en la televisión de horario estelar en programas tan notables como Monk, Hot in Cleveland y Castle.
En enero de 2013, se anunció que Wagner había acordado repetir el papel icónico de Frisco Jones en General Hospital para varios episodios a principios de 2013. También está interpretando como Bill Avery en When Calls the Heart, a partir de 2014.

## Dancing with the Stars
En 2012, Wagner fue un concursante en la temporada 14 de Dancing with the Stars, emparejado con la bailarina profesional Anna Trebunskaya.  Fueron eliminados de la competencia el 3 de abril de 2012, colocándose en el decimoprimer puesto.

## Carrera de cantante y de teatro
Wagner ha grabado seis discos. En 1985, encabezó las listas del Billboard con la  balada «All I Need». El sencillo alcanzó el puesto #2 en el Billboard Hot 100 y alcanzó el puesto #1 en la lista de Adult Contemporary chart.

### Álbumes
- 1984: All I Need, #44 en el Billboard 200
- 1985: Lighting Up the Night, #150 en el Billboard 200
- 1987: Don't Give Up Your Day Job, #151 en el Billboard 200
- 1993: Alone in the Crowd
- 2005: Dancing in the Moonlight
- 2014: On The Porch

### Sencillos
| Año  | Sencillo                                            | Posición en las listas | Posición en las listas | Posición en las listas | Posición en las listas | Posición en las listas | Álbum                      |
| Año  | Sencillo                                            | EUA                    | EUA AC                 | CAN                    | CAN AC                 | AUS                    | Álbum                      |
| ---- | --------------------------------------------------- | ---------------------- | ---------------------- | ---------------------- | ---------------------- | ---------------------- | -------------------------- |
| 1984 | «All I Need»                                        | 2                      | 1                      | 3                      | 1                      | 93                     | All I Need                 |
| 1985 | «Lady of My Heart»                                  | 76                     | —                      | —                      | —                      | —                      | All I Need                 |
| 1985 | «Too Young»                                         | 52                     | 15                     | —                      | 4                      | —                      | Lighting Up The Night      |
| 1986 | «Love Can Take Us All The Way» (con Valerie Carter) | —                      | 15                     | —                      | —                      | —                      | Lighting Up The Night      |
| 1987 | «Weatherman Says»                                   | 67                     | —                      | —                      | —                      | —                      | Don't Give Up Your Day Job |
| 2012 | «Will The Rain Fall Down»                           | —                      | —                      | —                      | —                      | —                      | Sencillo sin álbum         |

Aunque Wagner había estado tocando la guitarra desde que tenía 14 años, su audición inicial para el papel de «Frisco Jones» en General Hospital con la productora Gloria Monty no incluyó ningún canto. Wagner tuvo cinco audiciones con ABC antes de finalmente ganar el papel de «Frisco Jones». Su audición final en 1983 incluyó la ejecución de la canción de Kenny Loggins, «Wait A Little While». El cantante musical de ABC, Kelli Ross, enganchó a Wagner con su buen amigo en el legendario productor Quincy Jones, quien supervisó su primer EP de 5 canciones All I Need. Eventualmente, lanzarían un LP de canción completa de All I Need una vez que la canción «All I Need» comenzara a subir las listas. Glen Ballard y Clif Magness de Quincy Jones produjeron los dos primeros álbumes de Wagner en Qwest Records/Warner Brothers. Los talentos de cantante de Wagner lo llevaron a aparecer en American Bandstand, Solid Gold, Soul Train y The Merv Griffin Show.
Eventualmente, su talento de teatro musical llevó al papel principal en una serie de Broadway de Jekyll & Hyde, convirtiéndolo en el primer reparto de celebridades. Wagner ha declarado que este fue «un papel de toda una vida» y la realización de los personajes duales en Broadway fue su experiencia profesional más satisfactoria. Wagner dice que "el papel más divertido de interpretar que tuve, por televisión, sería el Dr. Peter Burns (Melrose Place). Era un personaje malvado que podía redimirse a sí mismo. Teatralmente, fue cuando toqué al Dr. Jekyll y al Sr. Hyde en Jekyll & Hyde en Broadway. También apareció en una gira nacional de teatro en 1987 en el papel de Tony en West Side Story,  y una gira nacional de Grease en 1988.
Mientras el salía de gira como un cantante de rock/pop en un concierto consistentemente a partir de 1985-1988, Wagner no se presentó en los años 90 a excepción de una aparición ocasional benéfica. En 2005, Wagner volvió a actuar en concierto esporádicamente. Sus conciertos más recientes han incluido una mezcla diversa de canciones de su propio catálogo, covers de artistas como Neil Young, Lindsey Buckingham, y Paul McCartney, y canciones originales.
En 2012, Wagner lanzó su primera nueva canción en varios años llamada «Will The Rain Fall Down» como un sencillo descargable en iTunes.También interpretó la canción acústicamente en The Bold and the Beautiful.
En 2014, Wagner estrenó el largometraje «On the Porch». Una canción notable de este lanzamiento fue el favorito de los fanes «The Right Key», que hizo su debut en General Hospital en 1989. Él hizo un video musical para «Driving Miss Daisy» que se estrenó en YouTube.

## Vida personal
Wagner estaba casado con la actriz Kristina Wagner, quien interpretó frente a él en el General Hospital como su amor Felicia Cummings. Después de los problemas maritales, solicitaron el divorcio dos veces; se finalizó en 2006. Los Wagner tuvieron dos hijos, Peter (1990) y Harrison (1994-2022). Wagner empezó a salir con su interés amoroso de Melrose Place, Heather Locklear, en 2007; se comprometieron en agosto de 2011. Wagner dijo de su relación con Locklear y la perspectiva del matrimonio: «No nos estamos apresurando en nada - estamos realmente enfocados en ser buenos padres». La pareja canceló su compromiso el 15 de noviembre de 2011.
En noviembre de 2011, Jack conoció a su hija de 23 años, Kerry, por primera vez en un concierto en Florida. Kerry había sido puesta en adopción al nacer por su madre biológica y había contratado recientemente a un investigador privado para encontrar a sus dos padres biológicos. Este fue el tema de la «historia personal» de Wagner en su presentación en Dancing with the Stars el 2 de abril de 2012.
Wagner es un ávido golfista y está clasificado como uno de los principales golfistas celebridades. Él es el único atleta no profesional que ha ganado el American Century Celebrity Golf Classic, la competencia anual para determinar los mejores golfistas entre las celebridades estadounidenses de deportes y entretenimiento. Wagner ganó por primera vez el evento en 2006 y se repitió como campeón en 2011, cuando superó al mariscal de campo de Dallas Cowboys, Tony Romo. Wagner también ganó el Missouri Junior College Championship en 1980, y en un momento consideró una carrera en golf profesional. Él tiene un Celebrity Golf Classic que lleva su nombre y que recauda fondos para la Leukemia & Lymphoma Society. Wagner creó el evento para apoyar la misión de la sociedad de curar cánceres tales como leucemia, linfoma, enfermedad de Hodgkin y mieloma múltiple, y para mejorar la calidad de vida de los pacientes y sus familias. El Golf Classic recaudó más de $ 600,000 en sus primeros dos años para financiar la investigación crítica del cáncer y los servicios para pacientes.
En mayo de 2013, Wagner confirmó a Soaps In Depth que él y su ex coestrella de The Bold and the Beautiful, Ashley Jones, habían estado saliendo por cerca de un año. Ya no estuvieron juntos a partir de 2015.

## Miscelánea
- Wagner fue presentador de Miss Universo dos veces: en Honolulu, Hawái en 1998; y en Chaguaramas, Trinidad y Tobago en 1999.
- Wagner es un competidor regular en el American Century Celebrity Golf Classic, la competencia anual para determinar los mejores golfistas entre las celebridades estadounidenses de deportes y entretenimiento. Ganó el torneo en 2006 y 2011 y tiene un total de diecinueve finalistas en los mejores 10.[15] El torneo, televisado por NBC  en julio, se juega en el campo de golf Edgewood Tahoe en Lake Tahoe.[16]

## Destacados trabajos escénicos
- Butterfly - Pink (1987) East Haddam Playhouse, Connecticut
- West Side Story - Tony (1987) National Touring Company
- Grease - Danny Zuko (1988) National Touring Company
- They're Playing Our Song (1992) Long Beach Civic Light Opera, California
- Jekyll & Hyde - Dr. Henry Jekyll / Edward Hyde (2000) Broadway
- The Wedding March - Mick 2016 Hallmark Movie
- The Wedding March 2/Resorting - Mick 2017 Hallmark Movie